# Archimedes
Archimedes thành Syracuse (tiếng Hy Lạp: Ἀρχιμήδης; khoảng 287 trước Công Nguyên – khoảng 212 trước Công Nguyên), phiên âm tiếng Việt: Ác-si-mét, là một nhà toán học, nhà vật lý, kỹ sư, nhà phát minh và nhà thiên văn học người Hy Lạp. Dù có ít chi tiết về cuộc đời ông được biết, ông được coi là một trong những nhà khoa học hàng đầu của thời kỳ cổ đại.
Thường được xem là nhà toán học vĩ đại nhất thời cổ đại và là một trong những nhà toán học vĩ đại nhất mọi thời đại, ông đã tạo ra phép vi tích phân và giải tích hiện đại bằng việc áp dụng các khái niệm về vô cùng bé và phương pháp vét cạn để suy ra và chứng minh chặt chẽ một loạt các định lý hình học, bao gồm các định lý về diện tích hình tròn, diện tích bề mặt và thể tích của hình cầu, cũng như diện tích dưới một đường parabol. Các thành tựu toán học khác bao gồm việc suy ra một phép xấp xỉ tương đối chính xác số pi, định nghĩa một dạng đường xoáy ốc mang tên ông (xoắn ốc Archimedes), và tạo ra một hệ sử dụng phép lũy thừa để biểu thị những số lớn. Ông cũng là một trong những người đầu tiên áp dụng toán học vào các bài toán vật lý, lập nên các ngành thủy tĩnh học và tĩnh học, bao gồm lời giải thích cho nguyên lý của đòn bẩy. Ông cũng được biết đến là người đã thiết kế ra nhiều loại máy móc, chẳng hạn máy bơm trục vít, ròng rọc phức hợp, và các công cụ chiến tranh để bảo vệ quê hương ông, Syracusa.
Archimedes mất trong trận bao vây Syracusa khi ông bị một tên lính Roma giết dù đã có lệnh không được làm hại ông. Cicero có kể lại lần tới thăm mộ Archimedes, nơi dựng một hình cầu và một ống hình trụ mà Archimedes yêu cầu đặt trên mô mình, tượng trưng cho những khám phá toán học của ông.
Không giống các phát minh của ông, các công trình toán học của Archimedes không mấy nổi tiếng trong thời cổ đại. Các nhà toán học từ Alexandria đã đọc và trích dẫn các công trình của ông, nhưng mãi tới khoảng năm 530 sau Công Nguyên thì Isidore của Miletus mới biên soạn lại đầy đủ, trong khi những lời bình luận với các tác phẩm của Archimedes do Eutocius viết ở thế kỷ thứ VI Công Nguyên lần đầu tiên đã đưa nó ra giới độc giả rộng rãi hơn. Số lượng khá ít bản sao các tác phẩm của Archimedes tồn tại qua thời Trung Cổ là một nguồn tư tưởng ảnh hưởng quan trọng cho các nhà khoa học trong thời kỳ Phục hưng, trong khi sự phát hiện các công trình trước đó chưa từng được biết tới của Archimedes vào năm 1906 trong Sách da cừu Archimedes đã cung cấp cái nhìn mới về cách ông đi đến các kết luận toán học như thế nào.

## Tiểu sử

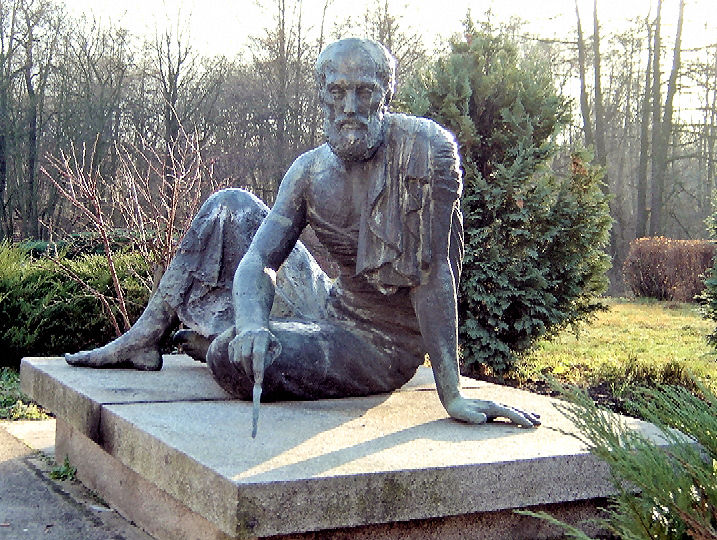
Bức tượng đồng Archimedes ở tại Đài quan sát Archenhold ở Berlin. Nó được điêu khắc bởi Gerhard Thieme và khai trương năm 1972.

Archimedes sinh khoảng 287 trước Công Nguyên tại thành phố cảng Syracuse, Sicilia, khi ấy là một thuộc địa tự trị của Magna Graecia. Ngày sinh của ông dựa trên một tuyên bố của nhà sử học Hy Lạp Byzantine John Tzetzes rằng Archimedes sống 75 năm. Trong Người đếm cát, Archimedes viết tên cha mình là Phidias, một nhà thiên văn học không được biết tới với bất kỳ chi tiết nào khác. Plutarch đã viết trong cuốn Các cuộc đời song song của mình rằng Archimedes có họ hàng với Vua Hiero II, nhà cai trị Syracuse. Một tiểu sử của Archimedes đã được bạn ông là Heracleides viết nhưng tác phẩm này đã mất, khiến các chi tiết về cuộc đời ông càng mờ mịt. Ví dụ, ta không biết liệu ông đã từng kết hôn hay có con không. Trong thời trai trẻ Archimedes có thể đã học tại Alexandria, Ai Cập, nơi Conon của Samos và Eratosthenes của Cyrene cũng theo học cùng thời. Ông đã coi Conon của Samos là bạn mình, trong khi hai trong những tác phẩm của ông (Phương pháp Định lý Cơ học và Vấn đề Gia súc) có những lời mở đầu đề cập tới Eratosthenes.[a]
Archimedes mất khoảng 212 trước Công Nguyên trong Chiến tranh Punic lần thứ hai, khi các lực lượng La Mã dưới sự chỉ huy của Tướng Marcus Claudius Marcellus chiếm thành phố Syracuse sau một cuộc bao vây kéo dài hai năm. Theo lời tường thuật thường được kể lại của Plutarch, Archimedes đang suy ngẫm về một biểu đồ toán học khi thành phố bị chiếm. Một binh sĩ La Mã ra lệnh cho ông tới gặp Tướng Marcellus nhưng ông từ chối, nói rằng mình phải giải quyết xong vấn đề. Người lính nổi giận, và dùng kiếm giết Archimedes. Plutarch cũng có một lời tường thuật ít được biết hơn về cái chết của Archimedes cho rằng có thể ông đã bị giết khi đang tìm cách đầu hàng một binh sĩ La Mã. Theo câu chuyện này, Archimedes mang theo các dụng cụ toán học, và đã bị giết bởi người lính cho rằng chúng là những đồ có giá trị. Tướng Marcellus được cho là đã nổi giận vì cái chết của Archimedes, bởi ông ta coi Archimedes là một tài sản khoa học có giá trị và đã ra lệnh không được làm hại ông.

Một hình cầu có 2/3 thể tích và diện tích bề mặt của hình trụ bao quanh nó. Một hình cầu và hình trụ đã được đặt trên mộ của Archimedes theo yêu cầu của ông.

Những từ cuối cùng được cho là của Archimedes là "Đừng làm hỏng các hình tròn của ta" (tiếng Hy Lạp: μή μου τούς κύκλους τάραττε), một sự đề cập tới những đường tròn toán học mà ông được cho là đang nghiên cứu khi bị người lính La Mã quấy rầy. Câu nói này thường được ghi lại bằng tiếng Latin là "Noli turbare circulos meos," nhưng không có bằng chứng đáng tin cậy rằng Archimedes đã thốt ra những lời đó và chúng không xuất hiện trong lời tường thuật của Plutarch.
Mộ của Archimedes có một hình điêu khắc thể hiện chứng minh toán học ưa thích của ông, gồm một hình cầu và một hình trụ có cùng chiều cao và bán kính. Archimedes đã chứng minh rằng thể tích và diện tích bề mặt của hình cầu bằng hai phần ba thể tích và diện tích của hình trụ gồm cả các đáy của nó. Năm 75 trước Công Nguyên, 137 năm sau khi ông mất, nhà hùng biện người La Mã là Cicero khi ấy đang làm quan coi quốc khố ở Sicilia. Ông đã nghe những câu chuyện về ngôi mộ của Archimedes, nhưng không một người dân địa phương nào có thể dẫn ông tới đó. Cuối cùng ông tìm thấy ngôi mộ gần cổng Agrigentine ở Syracuse, trong điều kiện bị bỏ hoang và bị cây bụi phủ kín. Cicero dọn dẹp ngôi mộ, và có thể thấy hình khắc và đọc một số câu thơ đã được thêm vào như lời đề tặng.
Các giả thuyết tiêu chuẩn về cuộc đời của Archimedes đã được viết khá lâu sau khi ông mất bởi các nhà sử học La Mã cổ đại. Lời kể về cuộc bao vây Syracuse của Polybius trong tác phẩm Lịch sử Thế giới đã được viết khoảng bảy mươi năm sau cái chết của Archimedes, và sau này đã được Plutarch và Livy sử dụng như một nguồn thông tin. Nó không mang lại nhiều ánh sáng về con người Archimedes, và tập trung trên những cỗ máy chiến tranh mà ông được cho là đã tạo ra để bảo vệ thành phố.

## Các phát minh và sáng tạo

### Vương miện Vàng

Archimedes có thể đã sử dụng nguyên lý sức nổi này để xác định liệu chiếc vương miện có mật độ nhỏ hơn vàng đặc không.

Giai thoại được biết đến nhiều nhất về Archimedes tường thuật cách ông phát minh ra phương pháp xác định thể tích của một vật thể với hình dạng không bình thường. Theo Vitruvius, một vương miện mới với hình dáng một vòng nguyệt quế đã được chế tạo cho Vua Hiero II, và Archimedes được yêu cầu xác định liệu nó có phải được sử dụng vàng thuần túy, hay đã được cho thêm bạc bởi một người thợ bất lương. Archimedes phải giải quyết vấn đề mà không được làm hư hại chiếc vương miện, vì thế ông không thể đúc chảy nó ra thành một hình dạng thông thường để tính thể tích.
Khi đang tắm trong bồn tắm, ông nhận thấy rằng mức nước trong bồn tăng lên khi ông bước vào, và nhận ra rằng hiệu ứng này có thể được sử dụng để xác định thể tích của vương miện. Vì trên thực tế nước không nén được, vì thế chiếc vương miện bị nhúng chìm trong nước sẽ làm tràn ra một khối lượng nước tương đương thể tích của nó. Bằng cách chia khối lượng của vương miện với thể tích nước bị chiếm chỗ, có thể xác định khối lượng riêng của vương miện và so sánh nó với khối lượng riêng của vàng. Sau đó Archimedes nhảy ra ngoài phố khi vẫn đang trần truồng(!), quá kích động với khám phá của mình, kêu lên "Ơ-rê-ca!(Eureka!)" (tiếng Hy Lạp: "εὕρηκα!," có nghĩa "Tôi tìm ra rồi!")
Câu chuyện về chiếc vương miện vàng không xuất hiện trong các tác phẩm đã được biết của Archimedes. Hơn nữa, tính thực tiễn của phương pháp nó miêu tả đã bị nghi vấn, vì sự vô cùng chính xác phải có để xác định lượng nước bị chiếm chỗ. Archimedes thay vào đó có thể đã tìm kiếm một giải pháp sử dụng nguyên lý đã được biết trong thủy tĩnh học như Nguyên lý Archimedes, mà ông miêu tả trong chuyên luận Về các vật thể nổi của mình. Nguyên lý này nói rằng một vật thể bị nhúng trong một chất lỏng sẽ bị một lực đẩy lên tương đương trọng lượng chất lỏng bị nó chiếm chỗ. Sử dụng nguyên lý này, có thể so sánh mật độ của chiếc vương miện vàng với mật độ của vàng khối bằng cách cân chiếc vương miện cùng với một khối vàng chuẩn, sau đó nhúng chúng vào trong nước. Nếu chiếc vương miện có mật độ nhỏ hơn vàng, nó sẽ chiếm chỗ nhiều nước hơn vì có thể tích lớn hơn, và vì thế sẽ gặp lực đẩy lên lớn hơn mẫu chuẩn. Sự khác biệt này trong lực đẩy sẽ khiến chiếc cân mất thăng bằng. Galileo coi nó "có thể là phương pháp này giống phương pháp Archimedes đã sử dụng, bởi, ngoài việc rất chính xác, nó dựa trên những bằng chứng do chính Archimedes đã khám phá."

### Vít Archimedes

Vít Archimedes có thể bơm nước lên rất hiệu quả.

Một phần lớn công việc kỹ thuật của Archimedes xuất hiện từ các nhu cầu thực tế của thành phố Syracuse. Tác giả người Hy Lạp Athenaeus của Naucratis đã miêu tả việc Vua Hieron II đặt hàng Archimedes thiết kế một con tàu lớn, chiếc Syracusia, có thể được sử dụng làm phương tiện vận tải xa hoa, mang theo đồ hậu cần, và như một tàu chiến. Chiếc Syracusia được cho là con tàu lớn nhất được chế tạo trong thời cổ đại. Theo Athenaeus, nó có thể chở 600 người gồm cả những đồ trang trí trong vườn, một phòng thể dục và một ngôi đền cho nữ thần Aphrodite cùng các trang bị khác. Bởi chiếc tàu với kích cỡ này có thể sẽ bị rò rỉ một lượng nước lớn qua vỏ, đinh ốc Archimedes đã được chế tạo để loại bỏ nước ở đáy tàu. Cỗ máy của Archimedes là một thiết bị với những lá hình đinh ốc xoay bên trong một hình trụ. Nó hoạt động bằng tay, và cũng có thể được dùng để chuyển nước từ nơi thấp tới các kênh thủy lợi. Đinh ốc Archimedes ngày nay vẫn được sử dụng để bơm chất lỏng và chất rắn nhỏ như than và ngũ cốc. Đinh ốc Archimedes đã được miêu tả ở thời La Mã cổ đại bởi Vitruvius có thể là một sự cải tiến của bơm đinh ốc từng được dùng để tưới tiêu cho Vườn treo Babylon.

### Móng vuốt Archimedes
Móng vuốt Archimedes là một vũ khí được cho là do ông thiết kế ra để bảo vệ thành phố Syracuse. Cũng được gọi là "kẻ làm đắm tàu," móng vuốt gồm một cánh tay kiểu cần cẩu với một móc tóm lớn bằng kim loại treo ở đầu. Khi móng được ném vào tàu địch cánh tay sẽ đưa lên, nhấc tàu khỏi nước và có thể làm đắm nó. Đã có những thực nghiệm thời hiện đại để thử tính năng của móng vuốt, và một bộ phim tài liệu năm 2005 với tựa đề Siêu vũ khí ở thế giới cổ đại đã chế tạo một phiên bản của móng vuốt và kết luận rằng nó là một thiết bị có thể hoạt động.

### Tia chiếu của Archimedes

Archimedes có thể đã sử dụng những chiếc gương hoạt động như một thiết bị phản xạ parabol để đốt cháy những con tàu tấn công Syracuse.

Vào Thế kỷ II tác gia Lucian đã viết rằng trong cuộc Bao vây Syracuse (khoảng 214–212 trước Công Nguyên), Archimedes đã dùng lửa đốt cháy các tàu chiến địch. Nhiều thế kỷ sau, Anthemius của Tralles đã đề cập tới những gương đốt cháy như vũ khí của Archimedes. Thiết bị này, thỉnh thoảng được gọi là "tia chiếu của Archimedes", đã được dùng để hội tụ ánh mặt trời vào những con tàu đang tiếp cận, khiến chúng bắt lửa.
Vũ khí nổi tiếng này đã là chủ đề của những cuộc tranh luận về khả năng của nó từ thời Phục Hưng. René Descartes coi đây là một sai lầm, trong khi những nhà nghiên cứu hiện đại đã tìm cách tái tạo hiệu ứng này bằng những phương tiện có sẵn trong thời Archimedes. Mọi người cho rằng một mạng lưới các tấm đồng hay đồng thau được đánh bóng đã được sử dụng để hội tụ ánh mặt trời vào một con tàu. Cách này sử dụng nguyên lý hội tụ parabol theo một cách tương tự với lò mặt trời.
Một cuộc thử nghiệm tia chiếu của Archimedes đã được tiến hành năm 1973 bởi nhà khoa học Hy Lạp Ioannis Sakkas. Cuộc thử nghiệm diễn ra tại căn cứ hải quân Skaramagas bên ngoài Athens. Lần này 70 chiếc gương đã được sử dụng, mỗi chiếc có một lớp phủ đồng với kích thước khoảng 5x3 feet (1.5 x 1 m). Những chiếc gương hướng vào một miếng gỗ dán giả làm một tàu chiến La Mã ở khoảng cách khoảng 160 feet (50 m). Khi những chiếc gương được đặt chính xác, con tàu bốc cháy chỉ sau vài giây. Con tàu gỗ dán có một lớp sơn phủ nhựa đường, có thể đã góp phần vào sự cháy.
Tháng 10 năm 2005 một nhóm sinh viên từ Viện Công nghệ Massachusetts đã tiến hành một thực nghiệm với những 127 chiếc gương vuông 1 foot vuông (30 cm), chiếu vào một con tàu gỗ ở khoảng cách khoàng 100 feet (30 m). Lửa bốc lên ở một phía của con tàu, nhưng chỉ khi trời không có mây và con tàu đứng yên trong khoảng 10 phút. Mọi người kết luận rằng đó có thể là một loại vũ khí ở những điều kiện như vậy. Nhóm MIT đã lặp lại thực nghiệm cho chương trình TV MythBusters, sử dụng một chiếc tàu câu cá bằng gỗ tại San Francisco làm mục tiêu. Một lần nữa một số điểm cháy than xuất hiện, cùng với một ít lửa. Để có thể bắt lửa, gỗ cần đạt tới điểm cháy, khoảng 300 độ Celsius (570 °F).
Khi chương trình MythBusters phát sóng kết quả cuộc thực nghiệm ở San Francisco tháng 1 năm 2006, kết luận được đưa ra là "busted" (không đúng) bởi độ dài thời gian và các điều kiện thời tiết lý tưởng cần có để sự cháy xảy ra. Họ cũng chỉ ra rằng bởi Syracuse hướng mặt phía đông ra biển, hạm đội La Mã sẽ phải bị tấn công vào buổi sáng để những chiếc gương có được độ hội tụ ánh sáng cao nhất. MythBusters cũng chỉ ra rằng các loại vũ khí quy ước, như tên lửa hay bát lửa từ máy phóng, có thể dễ dàng hơn nhiều để đốt cháy một con tàu ở những khoảng cách gần.

### Các phát minh và sáng tạo khác
Tuy Archimedes không phát minh ra đòn bẩy, ông đã đưa ra một giải thích về nguyên lý trong tác phẩm Về sự cân bằng của các hành tinh của mình. Những miêu tả trước đó về đòn bẩy có trong trường phái Peripatetic của những học trò của Aristotle, và thỉnh thoảng được gán cho Archytas. Theo Pappus của Alexandria, những công việc của Archimedes về đòn bẩy khiến ông phát biểu: "Hãy cho tôi một điểm tựa và tôi sẽ nhấc bổng cả Trái Đất." (tiếng Hy Lạp: δῶς μοι πᾶ στῶ καὶ τὰν γᾶν κινάσω) Plutarch đã miêu tả cách Archimedes thiết kế các hệ thống palăng cho phép các thủy thủ sử dụng nguyên lý đòn bẩy để nhấc những vật bình thường là quá nặng để di chuyển với họ. Archimedes cũng được gán thành tích cải thiện công suất và độ chính xác của máy bắn đá, và với việc phát minh ra đồng hồ đo trong Chiến tranh Punic lần thứ nhất. Đồng hồ đo được miêu tả như một chiếc xe với cơ cấu bánh xe nhả một quả bóng vào trong một thùng chứa sau mỗi dặm đi được.
Cicero (106–43 trước Công Nguyên) đã miêu tả Archimedes trong một đoạn ngắn trong cuốn đối thoại De re publica của mình, thể hiện một cuộc đối thoại tưởng tượng diễn ra năm 129 trước Công Nguyên. Sau khi Syracuse bị chiếm khoảng 212 trước Công Nguyên, Tướng Marcus Claudius Marcellus được cho là đã mang về thành Roma hai cơ cấu được dùng trong thiên văn học, thể hiện sự chuyển động của Mặt trời, Mặt Trăng và năm hành tinh. Cicero đã đề cập tới những cơ cấu tương tự do Thales của Miletus và Eudoxus của Cnidus thiết kế. Đối thoại nói rằng Marcellus giữ một trong hai thiết bị như của cải duy nhất của mình ở Syracuse, và hiến chiếc kia cho Đền Đức hạnh tại Roma. Cỗ máy của Marcellus, theo Cicero, đã được Gaius Sulpicius Gallus giới thiệu với Lucius Furius Philus, người miêu tả nó:
Hanc sphaeram Gallus cum moveret, fiebat ut soli luna totidem conversionibus in aere illo quot diebus in ipso caelo succederet, ex quo et in caelo sphaera solis fieret eadem illa defectio, et incideret luna tum in eam metam quae esset umbra terrae, cum sol e regione. — Khi Gallus làm chuyển động quả địa cầu, Mặt Trăng đi theo Mặt trời bằng nhiều vòng xoay trên thiết bị bằng đồng đó như nó đang ở trên bầu trời, trên đó Trái Đất của Mặt trời cũng có cùng kiểu nhật thực và Mặt Trăng đi vào điểm nơi nó phủ bóng lên Trái Đất, khi Mặt trời thẳng hàng.

Đây là một đoạn miêu tả một mô hình vũ trụ hay cung thiên văn. Pappus của Alexandria nói rằng Archimedes đã có một bản viết tay (hiện đã mất) về việc chế tạo các cơ cấu đó với tựa đề Về việc chế tạo các Mặt cầu. Nghiên cứu hiện đại trong lĩnh vực này đã tập trung vào cơ cấu Antikythera, một thiết bị khác từ thời cổ đại có lẽ đã được thiết kế với cùng mục đích. Việc chế tạo các cơ cấu kiểu này đòi hỏi một sự hiểu biết tinh vi về bánh răng vi sai. Thiết bị này từng được cho là vượt khỏi phạm vi kỹ thuật của các thời cổ đại, nhưng việc phát hiện ra cơ cấu Antikythera năm 1902 đã xác nhận rằng các thiết bị kiểu đó đã được người Hy Lạp cổ đại biết tới.

## Toán học
Tuy thường được coi như một người thiết kế các thiết bị cơ khí, Archimedes cũng có những đóng góp trong lĩnh vực toán học. Plutarch đã viết: "Ông đặt toàn bộ niềm đam mê và tham vọng trong những sự suy xét thuần tuý nơi không có sự hiện diện của những nhu cầu tầm thường của cuộc sống."

Archimedes đã sử dụng phương pháp rút gọn để ước tính giá trị số π.

Archimedes đã có thể sử dụng các vi phân theo một cách tương tự như tính toán tích phân hiện đại ngày nay. Thông qua chứng minh mâu thuẫn (reductio ad absurdum), ông có thể đưa ra những câu trả lời cho những bài toán với một độ chính xác bất kỳ, trong khi xác định các giới hạn có câu trả lời ở bên trong. Kỹ thuật này được gọi là phương pháp rút gọn, và ông đã sử dụng nó để ước tính giá trị số π (pi). Ông đã thực hiện nó bằng cách vẽ một hình đa giác lớn bên ngoài một hình tròn và một hình đa giác nhỏ bên trong hình tròn. Khi số lượng các cạnh của hình đa giác tăng lên, nó sẽ gần như trở thành bằng với hình tròn. Khi các hình đa giác có 96 cạnh, ông tính các chiều dài các cạnh và thấy giá trị số π nằm trong khoảng 31⁄7 (xấp xỉ 3.1429) và 310⁄71 (xấp xỉ 3.1408), gần với giá trị thực của nó là xấp xỉ 3.1416. Ông cũng chứng minh rằng diện tích của một hình tròn bằng với π nhân với bình phương của bán kính của hình tròn. Trong Về hình tròn và hình trụ, Archimedes đã đưa ra định đề rằng bất kỳ độ lớn nào khi khi được thêm đủ thời gian sẽ vượt quá bất kỳ một độ lớn nào cho trước. Đây là thuộc tính Archimedes của các số thực.
Trong Đo đạc một hình tròn, Archimedes đã đưa ra giá trị của căn bậc hai của 3 nằm trong khoảng 265⁄153 (xấp xỉ 1.7320261) và 1351⁄780 (xấp xỉ 1.7320512). Giá trị thực là xấp xỉ 1.7320508, khiến đây là một ước tính rất chính xác. Ông đã đưa ra kết quả này mà không có sự giải thích về phương pháp tính toán nó. Cách làm việc này của Archimedes khiến John Wallis nhận xét rằng ông: "như có mục tiêu định trước là che giấu các cách thức thực hiện của mình như kiểu muốn giữ bí mật phương pháp với thế hệ sau trong khi vẫn muốn khiến họ phải thán phục với những kết quả mình đạt được."

Như đã được chứng minh bởi Archimedes, diện tích của phần parabol ở hình trên tương đương với 4/3 diện tích của hình tam giác nội tiếp ở hình dưới.

Trong Phép cầu phương của hình parabol, Archimedes chứng minh rằng diện tích bị bao quanh bởi một hình parabol và một đường thẳng gấp 4⁄3 lần diện tích của một hình tam giác nội tiếp tương ứng ở hình bên phải. Ông đã thể hiện cách giải cho vấn đề như một chuỗi hình học vô định với tỷ lệ chung 1⁄4:
{\displaystyle \sum _{n=0}^{\infty }4^{-n}=1+4^{-1}+4^{-2}+4^{-3}+\cdots ={4 \over 3}.\;}
Nếu số hạng đầu tiên trong chuỗi này là diện tích của một hình tam giác, thì số hạng thứ hai là tổng của các diện tích của hai tam giác có đáy là hai cạnh cắt nhỏ hơn, và tiếp tục. Cách chứng minh này sử dụng một biến đổi của chuỗi 1/4 + 1/16 + 1/64 + 1/256 + • • • với tổng là 1⁄3.
Trong Người đếm cát, Archimedes đã đặt ra cách để tính toán số lượng hạt cát mà vũ trụ có thể chứa đựng. Khi làm như vậy, ông đã bác bỏ ý kiến rằng số lượng hạt cát là quá lớn để có thể tính được. Ông viết: "Có một số người, Vua Gelo (Gelo II, con trai của Hiero II), nghĩ rằng số lượng hạt cát là vô hạn trong vô số; và tôi muốn nói tới số cát không chỉ tồn tại ở Syracuse và phần còn lại của Sicilia mà cả tới những hạt cát có trong mọi vùng nơi có hay không có người ở." Để giải quyết vấn đề này, Archimedes đặt ra một hệ thống tính toán dựa trên myriad. Từ tiếng Hy Lạp μυριάς murias, tương đương với 10,000. Ông đã đề xuất một hệ thống số sử dụng một myriad mũ myriad (100 triệu) và kết luận rằng số lượng hạt cát cần để lấp đầy vũ trụ sẽ là 8 vigintillion, hay 8×1063.

## Tác phẩm
Các tác phẩm của Archimedes được viết bằng tiếng Hy Lạp Doric, một phương ngữ của Syracuse. Tác phẩm viết của Archimedes cũng như tác phẩm của Euclid không còn tồn tại, và bảy chuyên luận của ông được biết đã tồn tại thông qua những lời đề cập tới bởi các tác giả khác. Pappus of Alexandria đã nhắc tới Về việc chế tạo hình cầu và tác phẩm khác trong polyhedra, trong khi Theon của Alexandria đã trích dẫn một lưu ý về khúc xạ từ hiện đã mất Catoptrica.[b] Trong đời mình, Archimedes thực hiện các công việc với sự trao đổi với các nhà toán học tại Alexandria. Các tác phẩm viết của Archimedes đã được kiến trúc sư Byzantine Isidore của Miletus (khoảng 530 sau Công Nguyên) sưu tập, trong khi những bình luận về các tác phẩm của Archimedes được viết bởi Eutocius ở thế kỷ thứ VI Công Nguyên giúp đưa chúng tới nhiều độc giả hơn. Tác phẩm của Archimedes đã được dịch sang tiếng Ả Rập bởi Thābit ibn Qurra (836–901 sau Công Nguyên), và Latin bởi Gerard của Cremona (khoảng 1114–1187 sau Công Nguyên). Trong thời Phục hưng, Editio Princeps (Ấn bản thứ nhất) được xuất bản tại Basel năm 1544 bởi Johann Herwagen với các tác phẩm của Archimedes bằng tiếng Hy Lạp và Latin. Khoảng năm 1586 Galileo Galilei đã phát minh ra một chiếc cân thủy tĩnh để cân các kim loại trong không khí và nước sau khi rõ ràng có cảm hứng từ tác phẩm của Archimedes.

### Các tác phẩm còn lại

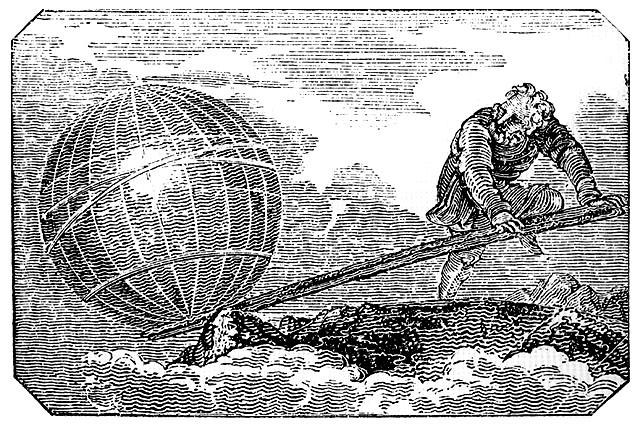
Archimedes được cho là đã rất ấn tượng với đòn bẩy: Hãy cho tôi một điểm tựa, và tôi sẽ nhấc bổng cả Trái Đất.

- Về sự thăng bằng của các hành tinh (hai tập)

Cuốn sách đầu tiên có mười lăm đề xuất với bảy định đề, trong khi cuốn thứ hai có mười đề xuất. Trong tác phẩm này Archimedes giải thích Định luật đòn bẩy, phát biểu, "độ lớn của khả năng tác động lực tỷ lệ thuận với độ lớn của lực và đồng thời tỷ lệ thuận với khoảng cách từ điểm tác dụng lực tới tâm quay (cánh tay đòn)."
Archimedes sử dụng các nguyên tắc xuất phát từ đó để tính toán các diện tích và các tâm trọng lực của nhiều hình học gồm cả hình tam giác, hình bình hành và hình parabol.
- Về việc đo đạc một hình tròn

Đây là một tác phẩm ngắn gồm ba đề xuất. Nó được viết dưới hình thức một bức thư trao đổi với Dositheus của Pelusium, người là một học sinh của Conon của Samos. Trong Đề xuất II, Archimedes thể hiện rằng giá trị của số π (pi) lớn hơn 223⁄71 và nhỏ hơn 22⁄7. Con số sau được dùng như một ước tính số π trong suốt thời Trung Cổ và vẫn được dùng ngày nay khi chỉ cần một số gần đúng.
- Về các hình xoắn ốc

Tác phẩm này gồm 28 đề xuất và cũng là trao đổi với Dositheus. Tác phẩm định nghĩa cái hiện được gọi là hình xoắn Archimedes. Nó là quỹ tích của các điểm tương ứng với các vị trí trong thời gian của một điểm di chuyển khỏi một điểm cố định với vận tốc không đổi dọc theo một đường quay quanh với một vận tốc góc không đổi. Tương tự, trong toạ độ trục (r, θ) nó có thể được miêu tả bằng phương trình
{\displaystyle \,r=a+b\theta }
với các số thực a và b. Đây là một ví dụ sớm về một đường cong toán học (một đường cong có được từ một điểm di chuyển) đã được một nhà toán học Hy Lạp xem xét.
- Về hình cầu và hình trụ (hai tập)

Trong tác phẩm này gửi tới Dositheus, Archimedes có được kết quả mà ông thấy tự hào nhất, gọi là mối quan hệ giữa một hình cầu và một hình trụ bao quanh nó với cùng chiều cao và đường kính. Thể tích là 4⁄3πr3 với hình cầu, và 2πr3 với hình trụ. Diện tích bề mặt là 4πr2 với hình cầu, và 6πr2 với hình trụ (gồm cả hai đáy), theo đó r là bán kính của hình cầu và hình trụ. Hình cầu có thể tích và diện tích bề mặt bằng hai phần ba thể tích và diện tích của hình trụ. Một hình cầu và hình trụ đã được khắc trên mộ Archimedes theo yêu cầu của ông.
- Về các hình nêm và hình cầu

Đây là một tác phẩm gồm 32 đề xuất gửi Dositheus. Trong tác phẩm này Archimedes tính toán các diện tích và thể tích của các mặt cắt của hình hình côn, các hình cầu và hình parabol.
- Về các vật thể nổi (hai tập)

Trong phần đầu của tác phẩm, Archimedes phát biểu định luật cân bằng của các chất lỏng và chứng minh rằng nước sẽ có hình cầu bao quanh một tâm trọng lực. Điều này có thể là một nỗ lực nhằm giải thích lý thuyết của các nhà thiên văn học Hy Lạp đương thời như Eratosthenes rằng Trái Đất hình tròn. Các chất lỏng được Archimedes miêu tả không tự hướng tâm, bởi ông giả thiết sự tồn tại của một điểm mà mọi vật đều rơi về phía nó để có được hình cầu.
Trong phần hai, ông tính toán các vị trí cân bằng của các mặt cắt của các hình parabol. Đây có thể là một sự lý tưởng hoá các hình dạng vỏ thân tàu. Một số mặt cắt của ông nổi với đáy dưới nước và đỉnh ở trên mặt nước, tương tự như cách các núi băng nổi. Định lý Archimedes về lực đẩy được đưa ra trong tác phẩm, được phát biểu như sau: Bất kỳ vật thể nào ngập toàn bộ hay một phần trong một chất lỏng sẽ bị một lực đẩy lên tương đương với, nhưng ngược chiều với, trọng lượng của chất lỏng bị chiếm chỗ.
- Phép cầu phương hình parabol

Trong tác phẩm 24 đề xuất này gửi tới Dositheus, Archimedes đã chứng minh theo hai cách rằng diện tích bị bao quanh bởi một hình parabol và một đường thẳng gấp 4/3 lần diện tích một hình tam giác với cùng đáy và chiều cao. Ông đã hoàn thành nó bằng cách tính toán giá trị của một chuỗi hình học với tổng vô định với tỷ lệ 1⁄4.
- Stomachion

Tháng 10 năm 1998, một bản thảo bằng da cừu ghi chép một số tác phẩm Archimedes được bán tại New York, Mỹ. Trong đó, xuất hiện một trò chơi toán học tương tự trò chơi Tangram, nay thường được gọi tên là Stomachion. Đây là một sự mổ xẻ câu đố tương tự như Tangram. Bản thảo miêu tả hình dạng, kích thước của 14 miếng ghép khác nhau được cắt từ một hình vuông. Từ 14 miếng ghép này, có thể ghép lại để được các hình mới. Nếu cạnh hình vuông ban đầu là 12 thì diện tích mỗi miếng ghép đều là những số tự nhiên là 3, 6, 9, 12, 21 và 24. Stomachion là một phát minh mà đến nay vẫn chưa được nhiều người biết đến.. Nghiên cứu được xuất bản của Tiến sĩ Reviel Netz thuộc Đại học Stanford năm 2003 cho rằng Archimedes đang tìm cách xác định có thể có bao nhiêu cách để cách mảnh ghép lại được thành một hình vuông. Tiến sĩ Netz tính toán rằng các mảnh có thể được làm thành một hình vuông theo 17,152 cách. Số lượng cách sắp xếp là 536 khi cách cách giải tương đương theo số lần quay và việc lật hình bị loại trừ. Câu đố thể hiện một ví dụ về vấn đề buổi đầu trong tổ hợp.
Nguồn gốc cái tên câu đố không rõ ràng, và đã có lý thuyết rằng nó được lấy từ từ tiếng Hy Lạp cổ có nghĩa cổ họng hay thực quản, stomachos (στόμαχος). Ausonius đã gọi câu đố là Ostomachion, một từ phức Hy Lạp được hình thành từ các từ ὀστέον (osteon, xương) và μάχη (machē - đánh). Câu đố cũng được gọi là Loculus của Archimedes hay Hộp Archimedes.
- Bài toán đàn gia súc Archimedes

Tác phẩm này được phát hiện bởi Gotthold Ephraim Lessing trong một bản viết tay tiếng Hy Lạp gồm một bài thơ 44 dòng, trong Thư viện Herzog August ở Wolfenbüttel, Đức năm 1773. Nó được đề gửi tới Eratosthenes và các nhà toán học tại Alexandria. Archimedes đã thách họ tính số gia súc tại Herd of the Sun bằng cách giải quyết một số phương trình Diophantine đồng thời. Có một phiên bản khó hơn của câu đố này trong đó một số câu trả lời bị yêu cầu phải là các số bình phương. Phiên bản này của câu đố lần đầu được giải bởi A. Amthor năm 1880, và câu trả lời là một con số rất lớn, xấp xỉ 7.760271×10206544.
- Người đếm cát

Trong tác phẩm này, Archimedes tính số lượng hạt cát để lấp đầy vũ trụ. Cuốn sách này đề cập tới lý Thuyết nhật tâm của Hệ mặt trời do Aristarchus của Samos đề xuất, cũng như những ý tưởng đương thời về kích thước của Trái Đất và khoảng cách giữa các thiên thể. Bằng cách sử dụng một hệ thống các số dựa trên myriad, Archimedes kết luận rằng số cát cần để lấp đầy vũ trụ là 8×1063 theo quan niệm hiện đại. Đoạn mở đầu bức thư nói rằng cha của Archimedes là một nhà thiên văn học tên là Phidias. Người đếm cát hay Psammites là tác phẩm duy nhất còn lại trong đó Archimedes có đề cập tới các quan điểm của mình về thiên văn học.
- Phương pháp Định lý Cơ học

Tác phẩm này được cho là đã mất cho tới khi Sách da cừu Archimedes được phát hiện năm 1906. Trong tác phẩm này Archimedes sử dụng các vô định, và thể hiện cách làm thế nào để chia một con số thành một lượng vô định các phần nhỏ hơn khác có thể được dùng để xác định diện tích và thể tích của nó. Archimedes có thể đã coi phương pháp này là thiếu chính xác, vì thế ông cũng dùng phương pháp rút gọn để kiểm tra kết quả. Như với Vấn đề gia súc, Phương pháp định lý cơ học được viết dưới hình thức một bức thư gửi Eratosthenes tại Alexandria.

### Các tác phẩm giả mạo
Sách bổ đề hay Liber Assumptorum của Archimedes' là một chuyên luận với 15 đề xuất về trạng thái của các hình tròn. Bản copy sớm nhất được biết của tác phẩm là bản tiếng Ả Rập. Các học giả T. L. Heath và Marshall Clagett cho rằng nó không thể được viết bởi Archimedes ở hình dạng hiện tại, bởi nó có trích dẫn Archimedes, và cho rằng nó đã được sửa đổi bởi một người khác. Bổ đề có thể dựa trên một tác phẩm trước đó của Archimedes mà hiện đã mất.
Nó cũng tuyên bố rằng công thức Heron để tính toán diện tích một hình tam giác từ chiều dài của các cạnh của nó đã được Archimedes biết tới.[c] Tuy nhiên, sự đề cập đáng tin cậy đầu tiên tới công thức là của Heron của Alexandria ở thế kỷ thứ nhất sau Công Nguyên.

## Sách da cừu của Archimedes

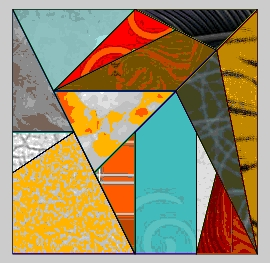
Stomachion (Ostomachion) là một câu đố mổ xẻ trong Sách da cừu của Archimedes.

Tài liệu sớm nhất có chứa tác phẩm của Archimedes là Sách da cừu của Archimedes. Năm 1906, giáo sư người Đan Mạch Johan Ludvig Heiberg đã tới thăm Constantinopolis và xem xét một văn bản giấy da cừu 174 trang ở thế kỷ XIII. Ông phát hiện ra rằng nó là một cuốn sách da cừu, một văn bản với những dòng chữ đã được viết trên một tác phẩm cũ đã bị tẩy xoá. Những cuốn sách da cừu được tạo ra bằng cách cạo mực in từ tác phẩm trước đó và sử dụng lại chúng, đây là một cách thức thường thấy ở thời Trung Cổ bởi giấy da rất đắt. Các tác phẩm cũ trên da cừu được các nhà học giả xác định là các bản copy ở thế kỷ thứ X của các chuyên luận trước đó chưa từng được biết tới của Archimedes. Cuốn sách da cừu đã ở trong thư viện của tu viện hàng trăm năm ở Constantinopolis trước khi được bán cho một nhà sưu tập cá nhân trong thập niên 1920. Ngày 29 tháng 10 năm 1998 nó đã được bán trong một cuộc đấu giá cho một người mua giấu tên với giá $2 triệu tại phòng bán đấu giá Christie's ở New York. Cuốn sách da cừu có bảy chuyên luận, gồm chỉ một bản copy còn lại của Về các vật thể nổi trong tiếng Hy Lạp nguyên gốc. Nó là nguồn duy nhất được biết của Phương pháp định lý cơ học, được Suidas đề cập tới và từng bị cho là đã mất. Stomachion cũng được phát hiện trong sách da cừu, với một phân tích đầy đủ hơn về câu đố so với tất cả các văn bản từng có trước đây. Sách da cừu hiện được lưu giữ tại Walters Art Museum ở Baltimore, Maryland, nơi nó đã được tiến hành nhiều cuộc thử nghiệm hiện đại gồm cả việc sử dụng tia cực tím và x-quang để đọc các văn bản đã bị viết đè lên.
Các chuyên luận trong Sách da cừu của Archimedes gồm: Về sự cân bằng của các hành tinh, Về xoáy ốc, Đo đạc một hình tròn, Về hình cầu và hình trụ, Về các vật thể nổi, Phương pháp định lý cơ học và Stomachion.

## Vinh danh

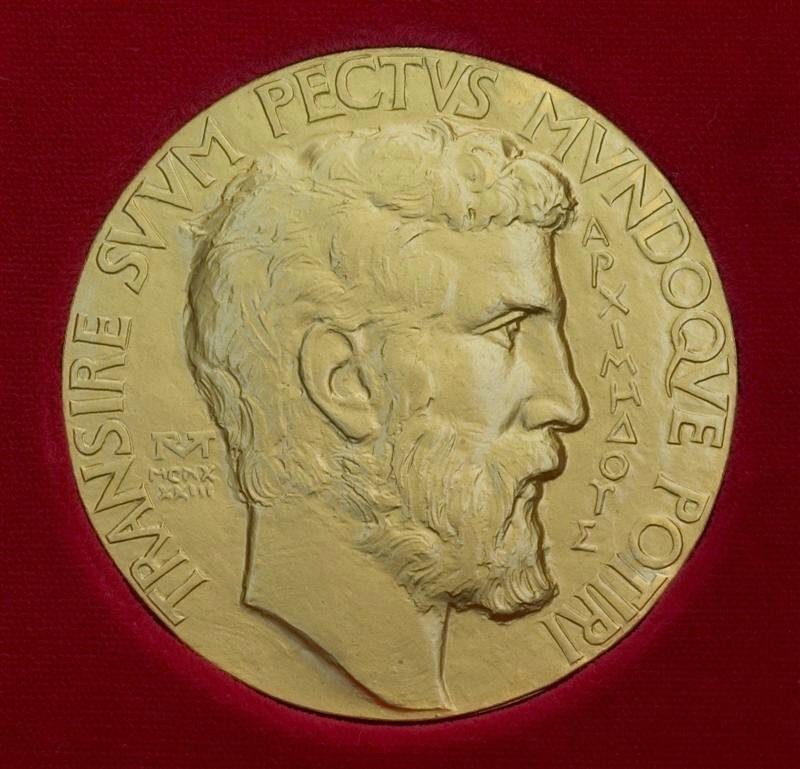
Huy chương Fields với hình chân dung Archimedes.

Có một miệng núi lửa (Archimedes (29.7° N, 4.0° W)) và một dãy núi (Núi Archimedes (25.3° N, 4.6° W)) trên Mặt Trăng được đặt theo tên Archimedes để vinh danh ông.
Thiên thạch 3600 Archimedes cũng được đặt theo tên ông.
Huy chương Fields cho những thành tựu to lớn trong toán học cũng mang hình chân dung Archimedes, cùng với chứng minh của ông liên quan tới hình cầu và hình trụ. Đoạn văn bản xung quanh đầu Archimedes là một sự trích dẫn câu nói của ông trong tiếng Latin: "Transire suum pectus mundoque potiri" (Vượt hơn chính mình và thấu hiểu thế giới).
Archimedes đã xuất hiện trên những con tem bưu chính của Đông Đức (1973), Hy Lạp (1983), Italia (1983), Nicaragua (1971), San Marino (1982), và Tây Ban Nha (1963).
Thán từ Eureka! được gắn với Archimedes là khẩu hiệu của bang
California. Trong trường hợp này thán từ chỉ tới việc phát hiện vàng gần Sutter's Mill năm 1848 dẫn tới cuộc Đổ xô đi tìm vàng tại California.
Một phong trào tuyển dụng dân sự với mục tiêu đưa tất cả mọi người tiếp cận với chăm sóc y tế tại bang Oregon của Hoa Kỳ đã được đặt tên là "Phong trào Archimedes," lãnh đạo bởi cựu Thống đốc bang Oregon John Kitzhaber.
Vinh danh Archimedes, tên ông cũng được đặt cho 1 trường PTLC ở huyện Đông Anh.